# Future Nostalgia (canção)
"Future Nostalgia" é uma canção da cantora inglesa Dua Lipa, gravado para seu segundo álbum de estúdio homônimo. A faixa foi lançada em 13 de dezembro de 2019 como primeiro single promocional do disco. Foi composta pela cantora em conjunto com Jeff Bhasker e Clarence Coffee Jr., sendo produzida por Bhasker e Skylar Mones, este último como produtor adicional. Musicalmente, "Future Nostalgia" é uma canção essencialmente pop, com tendências disco, electro e funk, descrita pela cantora como "brincalhona e divertida".
Em termos críticos, "Future Nostalgia" recebeu críticas positivas da mídia especializada, onde elogiaram sua produção semelhante ao primeiro single "Don't Start Now", embalados por uma produção disco music, além da canção soar parecido com as produções das décadas de 1980 e 1990.

## Antecedentes e composição
Em 1 de novembro de 2019, Lipa lançou "Don't Start Now", primeiro single de seu segundo álbum de estúdio, Future Nostalgia (2020). Enquanto promovia a faixa, Lipa confirmou o lançamento da faixa-título, afirmando que ela "lançaria um pequeno videoclipe para a faixa-título apenas por diversão", já que ela anunciou que não lançaria como segundo single.Em 12 de dezembro de 2019 Lipa confirmou o lançamento da canção para 13 de dezembro. A música foi descrita como tendo um som otimista. A direção de Lipa para as músicas de seu próximo álbum era fazer "algo que parecia nostálgico, mas que também tinha algo novo e futurista". A canção foi composta por Lipa com o auxilio de Jeff Bhasker e Clarence Coffee Jr., e tem o pop como gênero principal, porém mescla o disco, o electro e o funk, que lembra as produções dos anos 1980 e 1990.

## Recepção crítica
O editor da revista Stereogum, Tom Breihan, descreveu a música como "uma peça de música pop espumante com sabor eletromagnético". Breihan elogiou sua produção, comparando "Future Nostalgia" sonoramente com Random Access Memories (2013), álbum do duo eletrônico francês Daft Punk. Trey Alston, da MTV, também deu uma crítica positiva à música, afirmando que é "o equilíbrio perfeito do passado e o que está por vir". Ele descreveu a música como "completamente louca, mas irresistível", e concluiu dizendo que "Lipa é o alfa do grupo e ela sabe disso".

## Desempenho nas tabelas musicas
| Tabela musical (2019–2020)            | Melhor posição |
| ------------------------------------- | -------------- |
| Grécia (IFPI)                         | 96             |
| Hungria (Single Top 40)               | 35             |
| Irlanda (IRMA)                        | 83             |
| Lituânia (AGATA)                      | 46             |
| Nova Zelândia (RMNZ)                  | 11             |
| Portugal (AFP)                        | 104            |
| Escócia (Official Charts Company)     | 58             |
| Espanha (PROMUSICAE)                  | 99             |
| Reino Unido (Official Charts Company) | 63             |

## Histórico de lançamento
| Região    | Data                   | Formato                    | Gravadora | Ref.   |
| --------- | ---------------------- | -------------------------- | --------- | ------ |
| Mundo     | 13 de dezembro de 2019 | Download digital streaming | Warner    | [ 24 ] |
| Austrália | 13 de dezembro de 2019 | Contemporary hit radio     | Warner    | [ 25 ] |